# Alexander Ulfig
Alexander Ulfig (né en 1962 à Katowice, Voïvodie de Silésie en Pologne) est un philosophe, un sociologue et un auteur allemand.
Il a étudié de 1983 à 1985 à Hambourg et de 1985 à 1989 à Francfort-sur-le-Main la philosophie, la sociologie et la linguistique. En 1997, il a passé le doctorat.

## Domaines principaux de recherche
Au centre de ses réflexions, figure la recherche actuelle d'orientations dans le monde occidental. Selon Ulfig, le moderne place l'individualisme comme dominante du monde occidental. Ce phénomène a des conséquences négatives (notamment pauvreté d'expériences et manque d'engagement social). Comme caractéristique la plus importante de l'individualisme actuel est l'orientation vers soi-même. Ulfig précise des façons pour surmonter le phénomène en faveur de l'orientation vers le collectif.

## Publications avec traduction des titres
| - Lexikon der philosophischen Begriffe, Eltville 1993. (ISBN 3-89836-373-2) - Lebenswelt, Reflexion, Sprache, Würzburg 1997. (ISBN 3-8260-1317-4) - Die Überwindung des Individualismus, Essen 2003. (ISBN 3-89924-063-4) - Große Denker, Köln 2006. (ISBN 3-89340-078-8) - Language, Mind and Epistemology, Dordrecht 1994. - Protosoziologie im Kontext, Würzburg 1996. - Intention, Bedeutung, Kommunikation, Wiesbaden 1997. - Immanuel Kant, Die drei Kritiken, Köln 1999. - Friedrich Nietzsche, Ausgewählte Werke, Köln 1999. - Nicollò Machiavelli, Hauptwerke in einem Band, Köln 2000. - Arthuer Schopenhauer, Hauptwerke in 2. Bänden, Köln 2000. - Karl Marx, Das Kapital, Köln 2000. - Georg Simmel, Philosophie des Geldes, Köln 2001. - Karl Marx/Friedrich Engels, Das kommunistische Manifest; Karl Marx, Das Kapital, Köln 2004. - Max Weber, Wirtschaft und Gesellschaft, Frankfurt/M 2005. - Nicollò Machiavelli, Gesammelte Werke in einem Band, Frankfurt/M 2006. | - Dictionnaire des notions philosophiques - Monde, réflexion, langue - Le franchissement de l'individualisme - Grands philosophes - Langue, raison et épistémologie - Protosociologie dans le contexte - Intention, importance, communication - Emmanuel Kant, les trois critiques - Friedrich Nietzsche, choisis de travaux - Nicollò Machiavelli, principaux travaux en un volume - Arthur Schopenhauer, travaux principaux - Karl Marx, le capital - Georg Simmel, philosophie de l'argent - le manifeste communiste ; le capital - Max Weber, économie et société - Nicollò Machiavelli, travaux rassemblés en un volume |